# Province magmatique centre atlantique

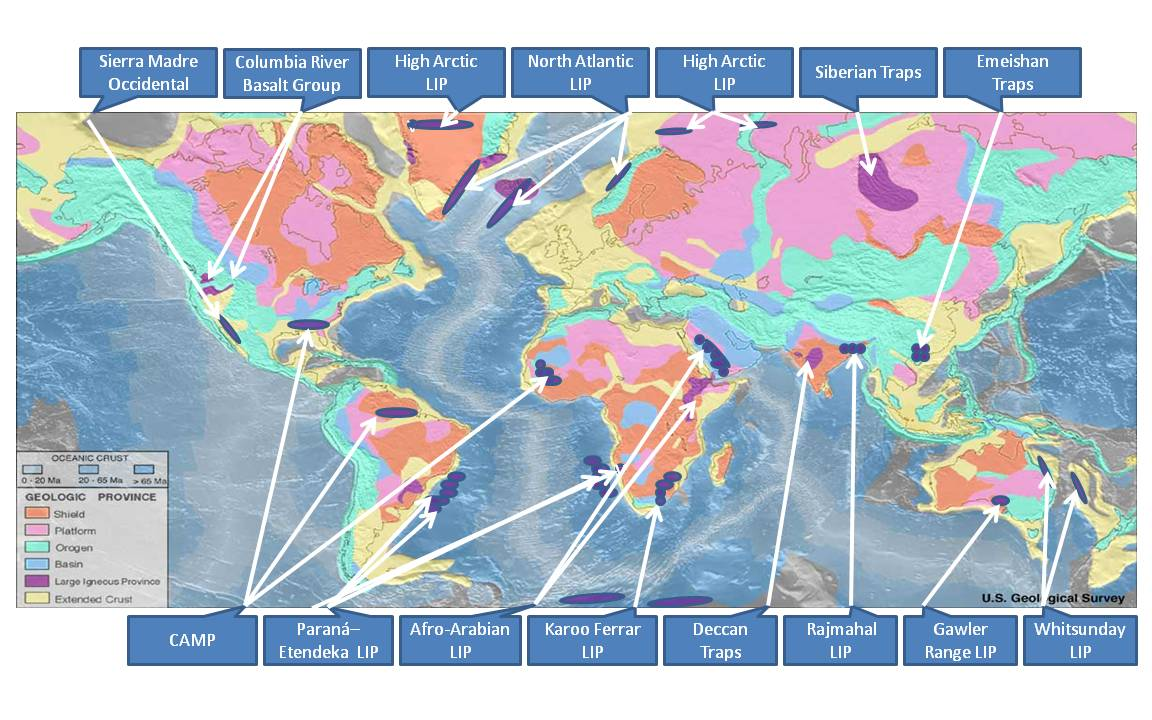
Carte montrant les grandes provinces magmatiques du globe.

La province magmatique centre atlantique (CAMP : central atlantic magmatic province) est une grande province ignée, dont on retrouve des traces en Europe occidentale (Pyrénées atlantiques, sud de l'Espagne), sur toute la côte est des États-Unis et du Canada, dans tout l'ouest de l'Afrique et au nord-est de l'Amérique latine. Elle se caractérise sur le terrain par des épanchements et des dykes basaltiques, ainsi que des dykes de roches mafiques. Toutes ces roches sont datées de la limite entre Trias et Jurassique, il y a 200 Ma (à 2 Ma près) par la méthode 40Ar/39Ar sur des plagioclases. La Province magmatique centre atlantique est de ce fait considérée comme un bon candidat comme cause de l'extinction du Trias-Jurassique,. De plus elles ont été reliées d'un point de vue génétique car elles font presque toute partie de la série tholéitique.
La reconstitution paléogéographique de la position des continents il y a 200 Ma grâce notamment aux analyses des anomalies magnétiques montre qu'Afrique, Europe et Amérique étaient soudés. Cette soudure de l'Amérique du Sud et de l'Afrique est assez facile à imaginer si l'on regarde les formes complémentaires de ces deux continents. 

## Le CAMP et l'ouverture de l'océan Atlantique
L'âge des fonds océaniques de l'Atlantique (déterminés grâce à la magnétostratigraphie) montre que les plus vieux datent de 200 Ma, cette date correspond donc à l'ouverture de l'Atlantique central. Il a, par conséquent, été proposé que le CAMP soit lié à cette ouverture.
En effet, un des modèles d'ouverture des océans, dit de rifting actif met en jeu un point chaud, et à plus forte raison une grande province magmatique tel que le CAMP ou les trapps du Dekkan. Ces deux phénomènes sont en fait des remontées à l'état solide de panaches provenant du manteau profond (670 km ou 2 900 km). Cette remontée fragilise la lithosphère en la réchauffant et donc en l'amincissant. Le magmatisme associé est lié à la décompression quasi adiabatique du panache et au réchauffement des roches situées au-dessus de celui-ci. Ces phénomènes s'accompagnent en surface d'un bombement et d'une extension. Si par ailleurs les contraintes à l'échelle des plaques lithosphériques favorisent un mouvement divergent, il peut y avoir ouverture d'un océan.
L'ouverture de l'océan Atlantique sud pourrait elle être liée à la province magmatique du Parana qui représenterait la tête d'un panache mantellique dont la queue serait à l'origine du point chaud de Tristan da Cunha.

## Le CAMP et crise biologique Trias-Jurassique
L'activité volcanique de la province magmatique centre atlantique est souvent avancée comme la cause ou une des causes principales de la crise biologique de la fin du Trias. 
Ces épisodes volcaniques auraient entraîné un réchauffement climatique global et provoqué le dégazage des hydrates de clathrate. 
Par ailleurs, ces émissions ont éjecté de fortes concentrations pulsées de mercure (observées dans les sédiments marins et terrestres à la limite Trias-Jurassique dans le sud de la Scandinavie et le nord de l’Allemagne). L'augmentation des niveaux de mercure, l'élément le plus génotoxique sur Terre, est également corrélée à une fréquence élevée de spores de fougères anormales, indiquant un stress environnemental grave et des perturbations génétiques chez les plantes mères,.